# 1167 Dubiago
1167 Dubiago este o planetă minoră (asteroid), cu un diametru de 63,12 km, din centura de asteroizi. A fost descoperită pe 3 august 1930 la Simeiizka observatoria⁠(d) de Evgenij Fëodorovič Skvorcov⁠(d) și a fost numită după Dubeago, Aleksandr Dmitrievici⁠(d). 
Obiectul prezintă o orbită caracterizată de o semiaxă mare de 3,4123108 UAi, o excentricitate de 0,076174, o înclinație de 5,7482 ° în raport cu ecliptica.